# Bela (Monção)
Bela es una freguesia portuguesa del concelho de Monção, con 4,22 km² de superficie y 698 habitantes (2011). Su densidad de población es de 165,4 hab/km².

## Galería

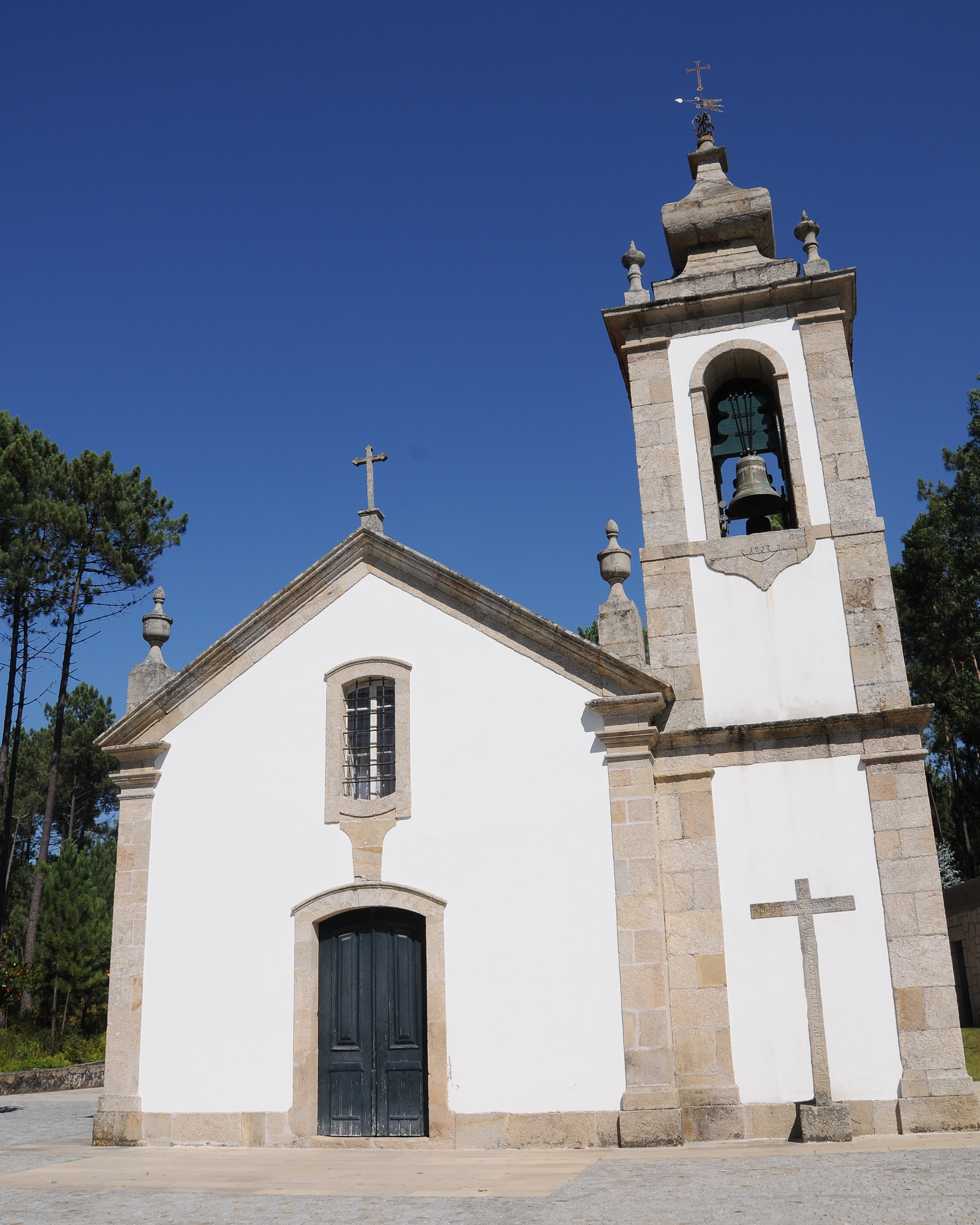
Iglesia de Bela